# Dendrobium nephrolepidis
Dendrobium nephrolepidis är en orkidéart som beskrevs av Rudolf Schlechter. Dendrobium nephrolepidis ingår i släktet Dendrobium, och familjen orkidéer. Inga underarter finns listade i Catalogue of Life.